# Don Hewitt
Donald S. Hewitt (14 de diciembre de 1922 - 19 de agosto de 2009) fue un ejecutivo y productor de informativos de televisión estadounidense. Fue especialmente conocido por haber creado 60 Minutos, un programa semanal de reportajes de investigación que es en la actualidad la emisión televisiva en prime time más longeva de los Estados Unidos.